# Chapelle Saint-Pierre de Morialmé
La chapelle Saint-Pierre est un petit édifice religieux catholique se trouvant en un endroit isolé, dans l’Entre-Sambre-et-Meuse, le long de la route allant de Mettet à Fraire, en Belgique. D’ancienne facture mais reconstruite en style néo-classique en 1861 la chapelle est une étape importante de la célèbre ‘Marche Saint-Pierre’ de Morialmé.

## Histoire
L’ancienne chapelle se trouvait semble-t-il dans un village ‘Fraire-la-petite’ aujourd’hui disparu. Le hameau de Donveau, qui prolonge l'agglomération de Morialmé en est le plus proche.
Des premiers travaux de restauration de l’ancienne chapelle Saint-Pierre eurent lieu en 1812.   Mais c’est en 1862 que la chapelle est entièrement restaurée et même reconstruite en néo-classique, avec portique à colonnes surmonté d’un clocheton, par le curé de Morialmé l’abbé Beguin, dans le cadre de la ‘procession Saint-Pierre’ créée en 1854 .  
Au fronton : une invocation ‘Saint-Pierre, priez pour nous’ en larges lettres capitales s’étale sur toute la largeur de l’édifice. L’édifice se trouve dans un large enclos fermé, protégé par une haute haie, auquel on accède par quelques marches. 
Derrière l’édifice se trouve, au sol, une ancienne croix de pierre ressemblant à une croix d'occis (inscription illisible). 
Chaque année à la fin du mois de juin - idéalement le jour de la fête de saint Pierre (29 juin) - une procession militaire et folklorique, appelée ‘Marche Saint-Pierre’ fait étape à la chapelle.  C’est une des quinze ‘marches de l'Entre-Sambre-et-Meuse’ reprises au patrimoine immatériel de l’Humanité. 
Une association très active des 'amis de la chapelle Saint-Pierre’ veille à l’entretien de la chapelle et de son enclos (bancs, etc)